# Andrew Jordan
Andrew Jordan (ur. 24 maja 1989 roku w Sutton Coldfield) – brytyjski kierowca wyścigowy i rajdowy.

## Kariera
Jordan rozpoczął karierę w międzynarodowych wyścigach samochodowych w 2005 roku od startów w Ginetta Winter Series Great Britain, gdzie czterokrotnie stawał na podium, w tym raz na jego najwyższym stopniu. Zdobył tytuł mistrzowski. W późniejszym okresie Brytyjczyk pojawiał się także w stawce Ginetta Championship Great Britain, SEAT Cupra Great Britain, Renault Clio Cup Great Britain, British Touring Car Championship, British GT Championship, Goodwood Revival St. Marys Trophy oraz Continental Tire Sports Car Challenge. Od 2013 roku Jordan startuje w Rallycrossie. W 2014 roku został sklasyfikowany na 25 pozycji w klasyfikacji Rallycrossowych Mistrzostw Świata.